# Chrysler Hall
Il Chrysler Hall è la sede principale per l'esecuzione degli spettacoli a Norfolk, in Virginia ed è collocato nel centro della città. Costruito nel 1972 e situato vicino all'Arena Norfolk Scope, la sede ospita l'Orchestra Sinfonica della Virginia, il Virginia Ballet e gli spettacoli di Broadway, mentre presta servizio come teatro principale e sala da concerti di Norfolk. Il locale contiene anche uno studio di teatro a livelli inferiori del complesso che ospita il Teatro principale. La città di Norfolk possiede e gestisce la sede.